# Кой уши байряка?
Песен за Райна Попгеоргиева, позната и популярна като Кой уши байряка? е българска песен, чието авторство се приписва на композитора Добри Чинтулов.
Поради намирано несходство с други творби от песенното наследство на Добри Чинтулов като „Стани, стани, юнак балкански“, „Вятър ечи, Балкан стене“ и „Къде си вярна ти любов народна?“, може да се приеме, че възрожденският народен будител не е автор на песента.
Българският музиковед академик Николай Кауфман казва, че не е могъл да установи времето, когато песента се появила. Той смята, че това е станало някъде около тридесетте години на XX век. „Кой уши байряка?'“ е документирана от него през 1954 година.

## Текст
От Уики източник

Айде, ми извикал

турскиот паша

от Панагюрище.

Айде ми повикал

деветима турци,

турци яничари:

„Одете фатете я,

жива донесете я

Райна ПопГеоргиева,

ниту да я колите,

ниту да я бесите,

жива доведете я.“

“Сакате колете ме,

сакате бесете ме!

Яз сум войводата.

Яз го соших байракот,

яз го турих знакот –

„Смърт или свобода“.

Смърт или свобода

за Македония -

земя поробена.“ 

Алтернативен текст

Айде провикна се турският паша от Панагюрище:

Кой уши байряка, кой му тури знака „Смърт или свобода?“

Ой ви вази, вази, серсем гавази, все мои аскери,

айде, че идете и ми доведете тая Райна Погеоргиева!

Нито я колете, нито я бесете – жива ми я доведете!

Че да я питам, питам и разпитам, кой уши байряка!?!

Кой уши байряка, кой му тури знака „Смърт или свобода?“

Щете ме колете, щете ме бесете, викна Райна Попгеоргиева!

Аз уших байряка, аз му турих знака „Смърт или свобода“.

Аз уших байряка, аз му турих знака, аз съм Райна Попгеоргиева! 

Оригинален текст

Хайде, провикна се турският паша

от Панагюрище:

- Хайде, я идете, девет души комити,

турски подполковници,

хайде, я идете, та ми доведете

Райна Попгеоргиева,

аз да я питам, питам и разпитвам

кой уши байрака,

кой уши байрака, кой му сложи знака:

„Смърт или свобода“.

Хайде, провикна се Райна Попгеоргиева

от Панагюрище:

- Аз уших байрака, аз му сложих знака:

„Смърт или свобода“.

Ще ме колете, ще ме бесете,

аз съм комитката,

аз съм комитката Райна Попгеоргиева

от Панагюрище. 